# Vorhang auf für Cyrano
Vorhang auf für Cyrano ist ein französisch-belgischer Spielfilm von Alexis Michalik aus dem Jahr 2018.

## Handlung
Im Dezember 1895 bringt der junge Dichter Edmond Rostand sein Gedicht La princesse lointaine auf die Bühne, wobei seine größte Verehrerin Sarah Bernhardt das Stück rezitiert. Der Auftritt wird ein großer Misserfolg. Edmonds Ehefrau Rosemonde baut ihn wieder auf, so solle er einfach ein Meisterwerk schreiben. Zwei Jahre später ist Edmond in einer künstlerischen Krise gefangen und hat für sein Stück noch nicht eine Zeile geschrieben. Überraschend erscheint Sarah Bernhardt bei ihm und eröffnet ihm, dass er am Nachmittag einen Termin im Théâtre de la Porte Saint-Martin beim bekannten Theaterdirektor und Schauspieler Constant Coquelin habe, um ihm sein neues Stück vorzustellen. Edmond flieht in das Café von Monsieur Honoré, der ihn in seine Bibliothek bringt und ihm vorschlägt, ein Stück basierend auf dem Leben von Cyrano de Bergerac zu schreiben. Edmond improvisiert, als er auf Coquelin trifft, doch der ist von der Idee des Helden mit der großen Nase begeistert und gibt bei Edmond ein dreiaktiges Stück in Auftrag.
Edmond trifft sich kurz darauf mit seinem Freund, dem Schauspieler Léonidas Volny, genannt Léo. Dieser hat sich in die junge Kostümbildnerin Jeanne verliebt. Weil sie eine Freundin mitbringt und der verheiratete Edmond inkognito bleiben will, stellt Léo ihn Jeanne gegenüber als Georges vor. Jeanne erklärt, von Edmond Rostand begeistert zu sein, auch wenn sie ihn noch nie getroffen habe. Einige Zeit später sehen Edmond und Léo Jeanne wieder, die den ungestümen Léo abweist. Edmond erklärt Léo, dass die romantische Jeanne mit Poesie gewonnen werden muss. Unter einem Balkon stehend flüstert er Léo Reime zu, die Léo Jeanne vorträgt, und spricht bald die Reime selbst, bis Jeanne zustimmt, Léo zu treffen. Die Grundidee für das Stück Cyrano de Bergerac ist gefunden.
In der Folgezeit schreiben sich Jeanne und Léo, wobei Edmond für den schriftlich unbegabten Léo die Briefen schreibt. Nach einer Weile erklärt Edmond seinem Freund, er solle warten, bis sich Jeanne von sich aus meldet. Ohne Kenntnis seines Freundes schreibt Edmond Jeanne weiterhin und findet so neue Szenen für sein Stück. Dieses muss schnell fertig und ein Erfolg werden, da Coquelin aufgrund vorheriger Misserfolge kurz vor dem Ruin steht. Der erste Akt ist bald geschrieben und auch die Besetzung ist gefunden: Cyrano wird von Coquelin gespielt, die Rolle des verliebten Christian übernimmt Léo, während Roxane von der Diva Maria Legault gespielt wird.
Der dritte Akt des Stücks ist beendet und Jeanne ist von Edmonds Briefen, die sie für Léos hält, so hingerissen, dass sie ihn zu sich ins Hotel einlädt. Edmond eilt Léo hinterher und der erkennt schließlich, dass er Jeannes Liebe über Edmonds Briefe gewonnen hat. Edmond beteuert, dass Jeanne lediglich seine Muse sei. Wenig später kommt Jeanne nach Paris und wird Garderobiere von Maria Legault. Bei den Proben zum Stück erkennt sie, dass sich Teile der Briefe an sie im Stück wiederfinden und auch, dass „Georges“ in Wirklichkeit der von ihr verehrte Edmond ist. Jeanne eröffnet Edmond, dass sie ihn liebt, doch Edmond weist sie zurück: Er will sie nur begehren, da er so kreativ sein kann. Auch vor seiner eifersüchtigen Ehefrau beteuert er, keine Beziehung zu Jeanne zu haben. Die Aussprache mit Jeanne lässt Edmond erkennen, dass das Stück kein Drei- sondern ein Fünfakter werden muss. Ein Treffen mit Anton Tschechow in einem Bordell führt letztlich dazu, dass Edmond aus der Komödie eine Tragödie macht, in der Cyrano am Ende stirbt. Er schreibt das ganze Stück entsprechend um. Die Premiere des Stücks wird schließlich ein großer Erfolg, auch wenn es Pannen gibt, so verunfallt Maria nach dem ersten Akt und wird spontan durch Jeanne ersetzt. Léo und Jeanne werden ein Paar und auch Edmond und Rosemonde versöhnen sich.

## Produktion

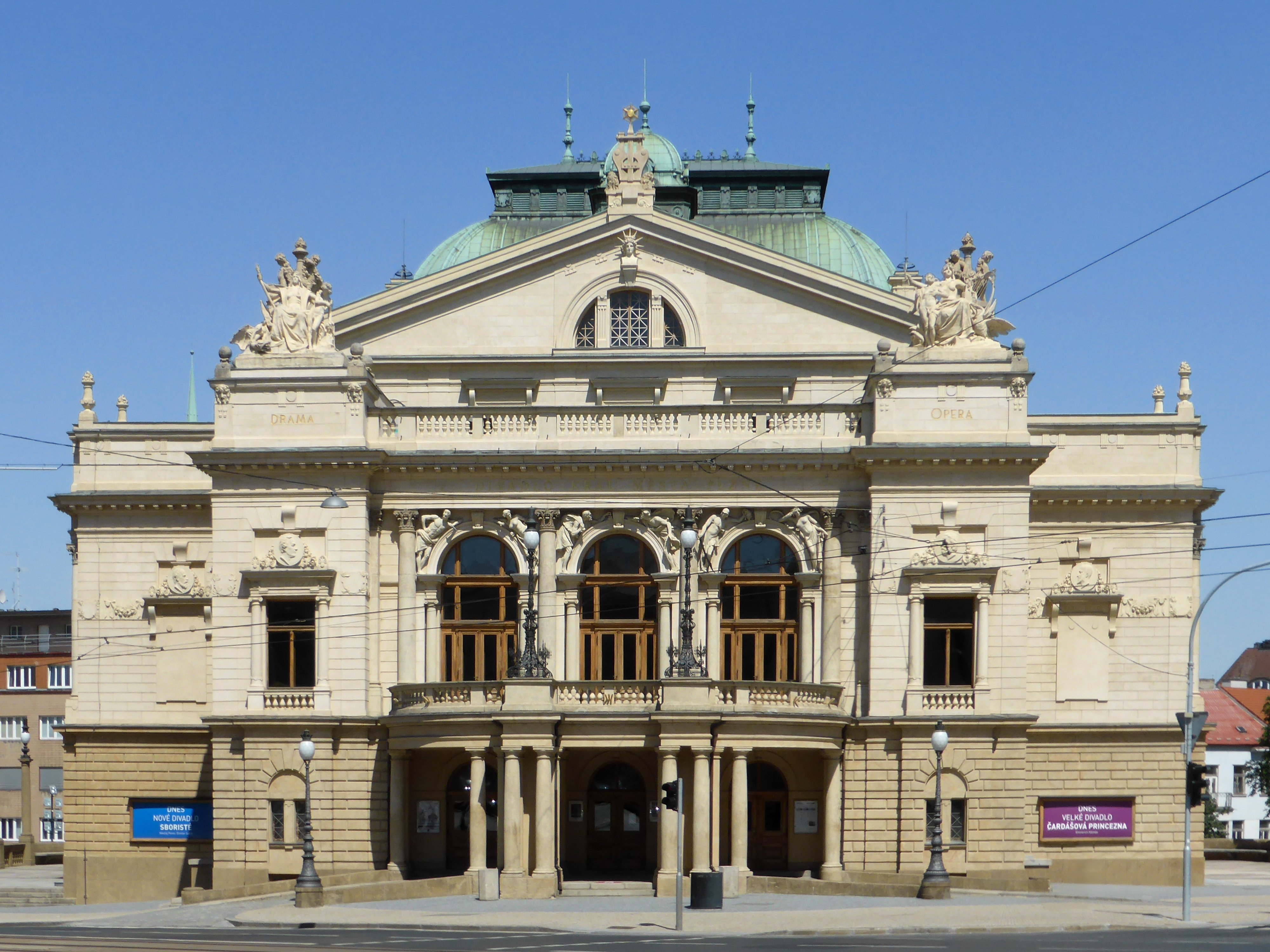
Das Divadlo Josefa Kajetána Tyla in Plzeň, Drehort sämtlicher Theaterszenen

Vorhang auf für Cyrano ist das Langfilmregiedebüt von Schauspieler Alexis Michalik. Er verfilmte dabei sein eigenes Theaterstück Edmond, das er 2016 am Théâtre du Palais-Royal inszeniert hatte und das 2017 mit fünf Molières ausgezeichnet wurde. Inspiration für Stück und Film war dabei der Film Shakespeare in Love aus dem Jahr 1999, bei dem William Shakespeare durch eine Muse zum Schreiben von Romeo und Julia inspiriert wird. Eine Theateraufführung von Shakespeare in Love in London inspirierte Michalik dazu, den Stoff zunächst für das Theater zu bearbeiten, da die Arbeit am Film zwar bereits lief, jedoch keine Geldgeber gefunden werden konnten. Erst der Erfolg des Theaterstücks ermöglichte schließlich die Umsetzung des Films. Michalik selbst übernahm in Vorhang auf für Cyrano die Rolle des Georges Feydeau.

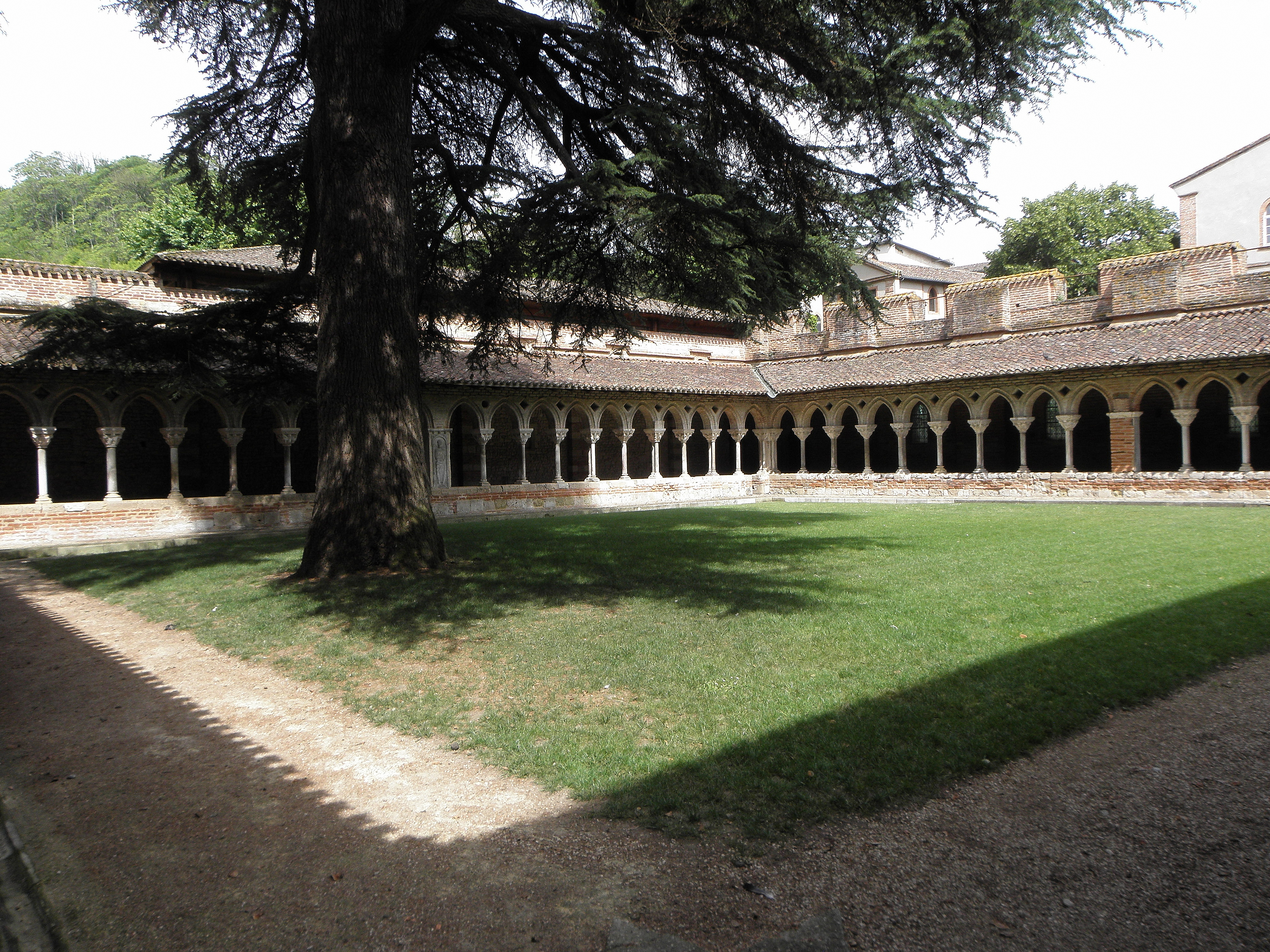
Abtei Saint-Pierre in Moissac, Drehort der Finalszene des Stücks im Film

Der Film wurde von Januar bis März 2018 in der Tschechischen Republik, darunter in Prag und Karlovy Vary, gedreht. Die Klosterszenen im fünften Akt des Aufführung von Cyrano de Bergerac im Film entstanden in der Abtei Saint-Pierre. Die Theateraufnahmen wurden im Divadlo Josefa Kajetána Tyla in Plzeň gedreht, das für die Dreharbeiten 25 Tage lang genutzt werden durfte. Die Kostüme schuf Thierry Delettre, die Filmbauten stammen von Franck Schwarz. Während des Abspanns werden verschiedene Schauspieler bei der Aufführung von Cyrano de Bergerac gezeigt, darunter Constant Coquelin, Jean Marais, José Ferrer und Gérard Depardieu.
Vorhang auf für Cyrano erlebte am 22. August 2018 auf dem Festival du film francophone d’Angoulême seine Uraufführung und kam am 9. Januar 2019 in die französischen Kinos. Am 21. März 2019 lief der Film auch in den deutschen Kinos an.

## Synchronisation
| Rolle             | Darsteller         | Synchronsprecher |
| ----------------- | ------------------ | ---------------- |
| Edmond Rostand    | Thomas Solivérès   | Daniel Schlauch  |
| Constant Coquelin | Olivier Gourmet    | Claus Brockmeyer |
| Maria Legault     | Mathilde Seigner   | Carin C. Tietze  |
| Jeanne d’Alcie    | Lucie Boujenah     | Vanessa Eckart   |
| Sarah Bernhardt   | Clémentine Célarié | Dagmar Dempe     |
| Lucien            | Dominique Pinon    | Erich Ludwig     |

## Auszeichnungen
Auf dem Festival du film de Sarlat gewann Vorhang auf für Cyrano den Hauptpreis Salamandre d’or als Bester Film.